# Krtok
Krtok (izvirno srbsko Крток) je naselje v Srbiji, ki upravno spada pod Občino Kuršumlija; slednja pa je del Topliškega upravnega okraja.